# 知念正文
知念 正文（ちねん まさふみ、1950年 - ）は、劇作家、演出家。劇団鳥獣戯画主宰。
東京都で生まれ、横浜市で育つ。早稲田大学教育学部教育学科在学中に向島三四郎らとともに「劇団暫」を結成。のちに「暫」に脚本家・演出家として係わるようになったつかこうへいらと共に活動、1975年石丸有里子らとともに劇団鳥獣戯画創立。現在まで活動を続ける。
主に現代版歌舞伎を得意とする。

## 著書
- 魔人街 啓明書房 1983.11
- 鳥獣戯画版・好色五人女 而立書房 1991.11